# Gérard Orth
Gérard Charles Jacques Orth (* 7. Februar 1936; † 4. September 2023) war ein französischer Virologe, bekannt für Forschungen an Humanen Papillomviren (HPV).

## Leben
Orth studierte an der École nationale vétérinaire d’Alfort und forschte dann von 1961 bis 1979 am Institut Gustave Roussy in Villejuif. Orth wurde dann (inzwischen emeritierter) Professor am Institut Pasteur in Paris (und Forschungsdirektor des CNRS). Am Institut Pasteur leitete er 1980 bis 2003 die Abteilung HPV. Außerdem leitete er 1980 bis 2000 die Gruppe für Tumorviren (Oncologie virale humaine et comparée) des INSERM.
Orth befasste sich schon als junger Post-Doktorand Anfang der 1960er Jahre mit Warzenviren, zunächst bei Kaninchen. Er war, wie auch die Gruppe von Harald zur Hausen in Freiburg (später in Heidelberg), seit Mitte der 1970er Jahre an der Charakterisierung zahlreicher HPV-Typen beteiligt und an der Sequenzierung von deren Genomen.
Teilweise mit der polnischen Dermatologin Stefania Jabłońska untersuchte er die krebsauslösende Wirkung bestimmter HP-Viren am Modell von Patienten mit einer seltenen Erbkrankheit (EV, Epidermodysplasia verruciformis), bei der ansonsten harmlose Humane Papillomviren Krebs auslösen können. Orth und Mitarbeiter bestimmten die HPV (insbesondere HPV 5), die bei EV-Patienten bösartige Tumoren auslösen können. Orth konnte mit seiner Gruppe auch ein erstes Gen bestimmen (EV1), das die EV-Patienten für das Virus empfänglich macht.

## Ehrungen
1985 erhielt er mit Stefania Jabłońska den Robert-Koch-Preis. 1997 erhielt er den Léopold Griffuel-Preis. Er war seit 1996 korrespondierendes und seit 2004 Vollmitglied der Académie des sciences. 1995 wurde er ordentliches Mitglied der Academia Europaea und 1997 auswärtiges Mitglied der Polnischen Akademie der Wissenschaften.